# (200139) 1997 WS18
(200139) 1997 WS18 es un asteroide perteneciente al cinturón de asteroides, descubierto el 23 de noviembre de 1997 por el equipo del Spacewatch desde el Observatorio Nacional de Kitt Peak, Arizona, Estados Unidos.

## Designación y nombre
Designado provisionalmente como 1997 WS18.

## Características orbitales
1997 WS18 está situado a una distancia media del Sol de 3,020 ua, pudiendo alejarse hasta 3,791 ua y acercarse hasta 2,250 ua. Su excentricidad es 0,255 y la inclinación orbital 6,211 grados. Emplea 1917,60 días en completar una órbita alrededor del Sol.

## Características físicas
La magnitud absoluta de 1997 WS18 es 15,8.